# Friedrich Matthias Claudius
Friedrich Matthias Claudius (* 1. Juni 1822 in Lübeck; † 10. Januar 1869 in Kiel) war ein deutscher Anatom.

## Leben und Wirken
Claudius war einer der beiden Söhne des Lübecker Anwalts und späteren Ratsherrn Friedrich Matthias Jacobus Claudius. Sein Großvater war der Dichter Matthias Claudius.
Friedrich Claudius studierte Medizin und Naturwissenschaften an den Universitäten in Jena, Göttingen und Kiel. Promoviert wurde er 1844 in Göttingen zum Dr. phil. In den Jahren 1848 bis 1850 nahm er als Armeeangehöriger am Schleswig-Holsteinischen Krieg (1848–1851) teil. Im Jahr 1849 wurde er als Konservator ans Zoologische Museum nach Kiel berufen, wo er bis 1852 tätig war. In Kiel, wo er 1852 auch zum Dr. med. promoviert wurde, war er ab 1854 als Dozent tätig.
Im Jahr 1859 wurde er nach dem Tod von Franz Ludwig Fick Professor an der Universität Marburg, wo er auch die Leitung des Museum anatomicum übernahm.
Claudius hatte sich auf die mikroskopische Anatomie spezialisiert und komplettierte die Sammlung des Marburger Anatomiemuseums mit Präparaten zur Morphologie des Innenohres.
Ab 1862 verschlechterte sich sein Gesundheitszustand und 1867 wurde er aufgrund dessen seiner Pflichten entbunden.

## Benennungen
Nach Claudius sind die Claudius-Zellen (Claudius-Stützzellen, im Corti-Organ) und die Claudius-Grube (fossa ovarica) benannt.

## Schriften
- Physiologische Bemerkungen über das Gehörorgan der Cetaceen und das Labyrinth der Säugethiere. Kiel 1858.
- Die Entwicklung der herzlosen Missgeburten. Kiel 1859.
- Das Gehörorgan von Rhytina Stelleri. St. Petersburg 1867 (Digitalisat)
- Das Leben der Sprache. Marburg: Elwert’sche Universitätsbuchhandlung 1867 (Digitalisat)